# Display

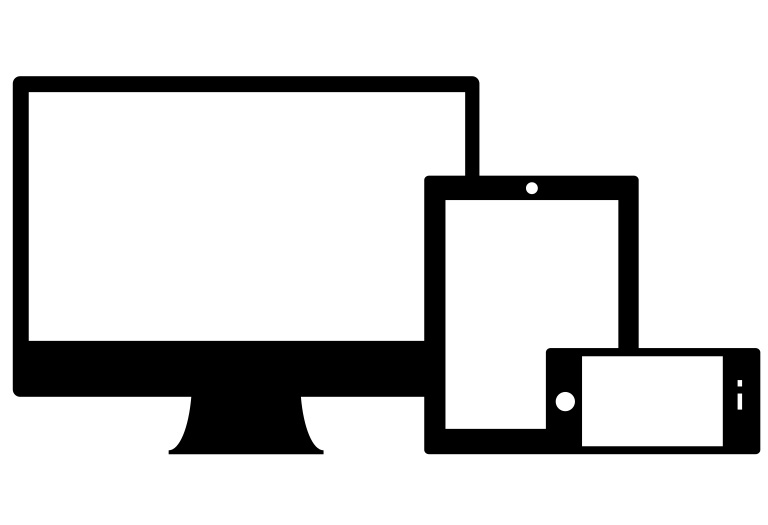
Display

Il termine display (derivato dal latino displicare: «spiegare, svolgere» e riadattato dal inglese «mettere in mostra, esporre») indica oggi un'ampia classe di dispositivi di varia tipologia ed epoca, usati soprattutto per la presentazione di informazioni in forma visiva, come la TV, o tattile per non vedenti, come il braille display. 

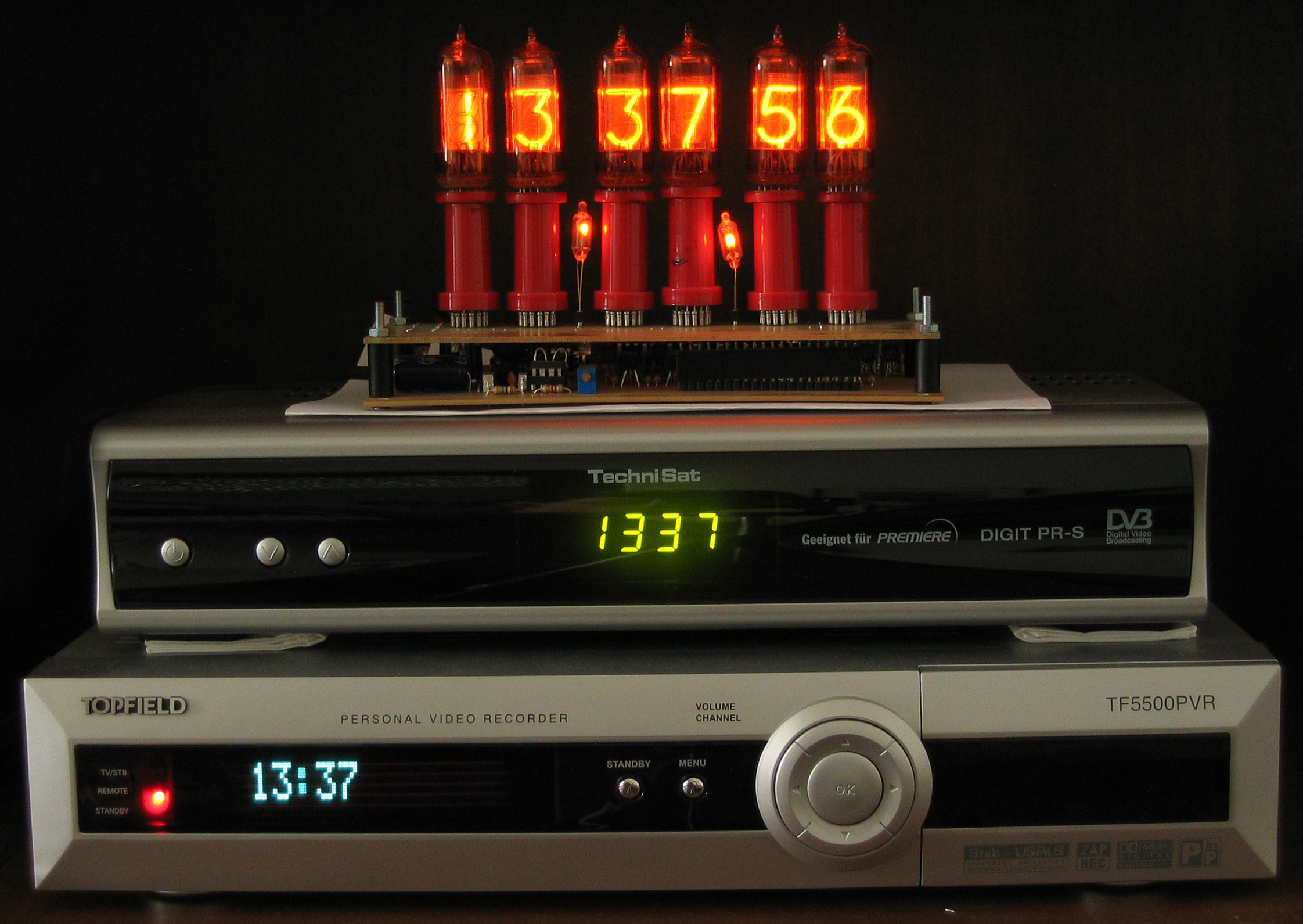
Dall'alto verso il basso: tubi a Nixie, display a LED e display VFD.

Quando le informazioni in ingresso vengono fornite tramite un segnale elettrico, il dispositivo viene chiamato "display elettronico". Dove, alcune delle applicazioni più comuni del display elettronico, sono lo schermo del televisore, il monitor del computer e i display di smartphone e tablet.

## Storia

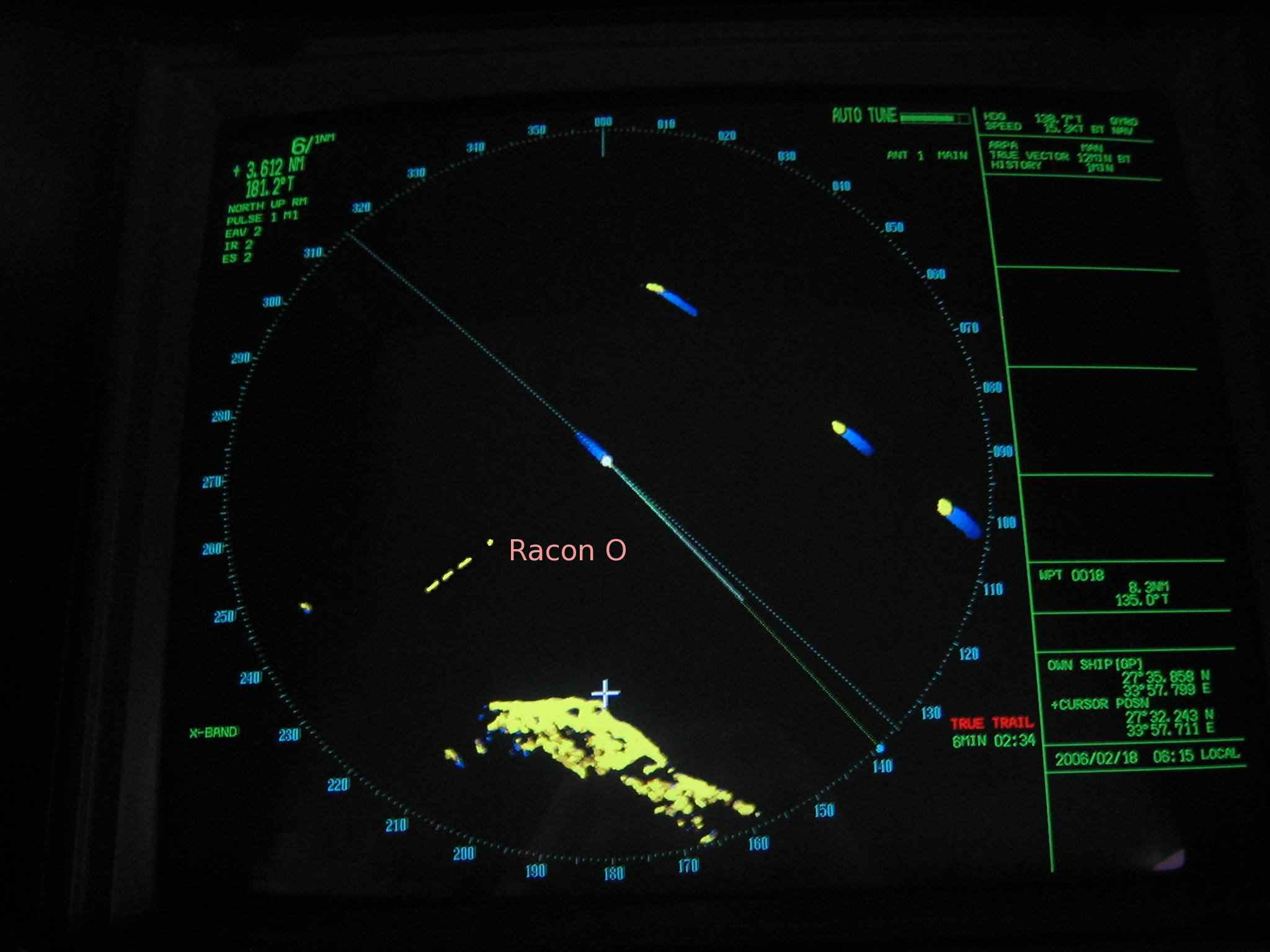
Radar

Il termine display viene usato dal 1945, riferendosi al radar, ovvero per indicare i dispositivi usati a rappresentare visivamente segnali elettrici. 
Dal 1960 viene usato anche per le periferiche di visualizzazione dei computer, calcolatrici ed altri dispositivi.

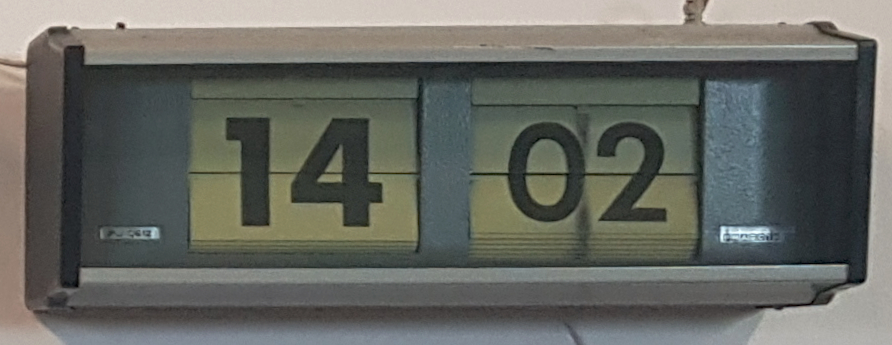
Orologio a palette

I primi tipi di display a larga diffusione erano elettromeccanici, usavano dispositivi a solenoide per controllare meccanismi a palette di visione testo e numeri, così come avveniva ad esempio per i tabelloni della borsa valori o dell'orario di partenza-arrivo di aerei e treni. 
Successivamente i sistemi elettromeccanici sono stati soppiantati da dispositivi a tubo catodico e a filamento, poi dai cristalli liquidi (LCD) e dispositivi a stato solido come LED e OLED.
I display sono stati sviluppati inizialmente per visualizzare testo e segnali, fino ad evolversi progressivamente per la visualizzazione di grafica a colori e video 3D.

## Display a segmenti
I display a segmenti sono composti da diversi segmenti luminosi e possono mostrare solo cifre o caratteri alfanumerici. 
Questi segmenti vengono accesi o spenti in modo da creare l'aspetto del glifo desiderato. 
I segmenti sono solitamente singoli LED o cristalli liquidi; vengono per lo più utilizzati in orologi digitali e calcolatrici tascabili. 
Ne esistono di diversi tipi tra cui:

Tipi di display a segmenti, da sinistra a destra: display a sette segmenti, 9 segmenti, 14 segmenti e 16 segmenti.

- Display a sette segmenti
- Display a 14 e 16 segmenti
- LCD HD44780

### Tecnologie adottate
- Visualizzatore a filamento o display a filamento[4]
- Display fluorescente a vuoto
- Lampada a fluorescenza a catodo freddo
- Display a LED
- Display a LCD

## Display bidimensionale
Chiamati anche display video, coprono un'intera area (di solito un rettangolo) e vengono usati per la presentazione di immagini fisse o video, in bianco e nero o a colori. Il display video è pilotato da un dispositivo elettronico in grado di generare una mappa bidimensionale per la rappresentazione delle immagini. Le comuni applicazioni dei display video sono:
- Televisori
- Monitor per computer
- Head-mounted display (HMD)
- Monitor per broadcast e display medicali.

### Tecnologie adottate
- Tubo a raggi catodici
- Display a LED
- Carta elettronica (e-ink)
- Display a LCD
- OLED
- Monitor laser
- IMOD (Interferometric Modulator Display)
- Field emission display
- Nanotubi di carbonio
- QLED

Le varie tecnologie di cui sopra possono utilizzare tecniche differenti a seconda delle esigenze, tra cui:

### Retroilluminazione

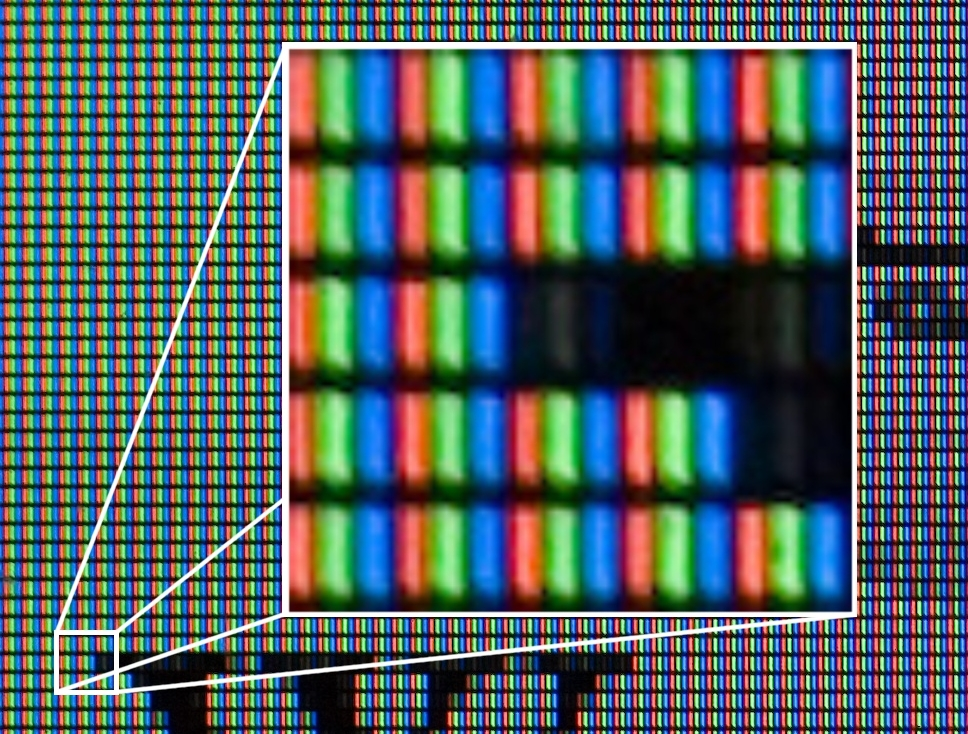
RGB color

Le tecnologie a retroilluminazione possono utilizzare varie soluzioni per l'illuminazione;
- Lampada fluorescente (CCFLs): l'illuminazione viene creata da una o più fonti luminose e la luce viene diffusa tramite un pannello distributore;
- Matrice LED: ogni singolo pixel viene retroilluminato tramite un led, questo permette di regolare in modo più preciso l'illuminazione nelle varie aree dello schermo, migliorando anche la resa del nero;
- Transflettivo: insieme alla retroproiezione c'è una lamina trasflettiva che permette di coadiuvare l'illuminazione posteriore con quella ambiente;
- Assente: senza retroilluminazione;
  - Riflessivo: lo schermo riflette la luce ambientale o direttamente come l'inchiostro elettronico o tramite uno specchio posto dietro lo schermo;
  - Trasmissivo: in questi casi è necessario avere una superficie luminosa o che permetta di vedere i pixel opachi;
    - Positivo: lo sfondo è trasparente, i pixel diventano opachi in caso di eccitazione;
    - Negativo: il carattere è trasparente, i pixel diventano trasparenti in caso di eccitazione.

### Proiezione
L'immagine non viene generata direttamente sullo schermo ma proiettata su di esso;
- Retroproiezione: tecnica che consiste nel proiettare l'immagine da dietro lo schermo, tecnica utilizzata dagli schermi con tubo a raggi catodici (Cannone ad elettroni) e da alcuni televisori laser;
- Proiezione frontale: l'immagine viene proiettata direttamente sullo schermo, soluzione tipica per i proiettori cinematografici e di diapositive, ma utilizzata anche da altre tecnologie come da alcuni televisori laser;
  - Lampada e pellicola: le immagini proiettate vengono create da una pellicola retroilluminata;
  - Lampada e matrice: le immagini proiettate vengono create da una matrice trasmissiva retroilluminata;
  - Matrice: le immagini vengono create da una matrice che produce luce autonomamente;
  - Laser: soluzione di alcuni televisori laser.

### Matrice
Le figure possono essere realizzare in vario modo;
- Segmenti: vengono eccitati delle figure di varia natura e forma che determinano la creazione dell'immagine;
- Pixel: la superficie è caratterizzata da una distribuzione omogenea di elementi che formano l'immagine;
  - Monocromatica: il pixel è creato da un unico elemento;
  - Sub-pixel: (policromatico) il pixel ha una sottostruttura che permette di ottenere una maggiore combinazione di colori.

## Display tridimensionale
- Display volumetrico
- Display laser
- Display olografico

## Tipi elettromeccanici
- Ticker tape
- Teleindicatore a palette
- Flip-disc display (display elettromeccanico a punti)
- Rollsign (Girouette in francese)
- Braille display
- Optacon